# 安审信
安審信（894年—953年），字行光。五代沙陀部人。
安審琦的堂兄。父安金祐為沙陀部偏裨。安審信善騎射。后唐时，任同、陕、许三州马步军都指挥使。天福五年三月乙亥，自河中改鎭許州。清泰三年（936年）石敬瑭在太原起兵称帝，后唐末帝任安审信為西北先锋马军都指挥使，追随张敬达率军征讨。
安审信本与石敬瑭有旧交。雄義都指揮使馬邑人安元信帶領六百餘人在代州駐守，代州刺史張朗待之甚厚。元信遂建議張朗投靠石敬瑭。張朗沒有聽從，此後兩人便互相猜忌。安元信既為張朗所猜忌，想殺張朗，但張朗在代州素有威信，不敢動手，便帶著部下投奔安審信。安审信和安元信在晉陽附近的百井（山西省陽曲縣東北）大肆劫掠後，率部投降石敬瑭。五月二十日，張敬達奏報說西北先鋒馬軍都指揮使安審信叛亂，投奔晉陽（山西省太原縣）。末帝下诏把安审信的妻兒一并杀死，家产没收，只赦免審信的母親。后晋建立，历官河中、许州、兖州、华州等镇节度使。后汉初年，移镇同州。后周初年，转右金吾上将军。以太子太师致仕。是年秋天去世，享年六十歲。赠侍中，谥曰成穆。

## 延伸阅读
[在维基数据编辑]
 《舊五代史·卷123》，出自薛居正《舊五代史》